# Гринішак Емілія Іванівна
Емілія Іванівна Гринішак (22 жовтня 1908, Надвірна, Надвірнянський повіт, Станіславівський округ, Королівство Галичини та Володимирії, Австро-Угорщина — 4 липня 2008, Надвірна, Надвірнянський район, Івано-Франківська область, Україна) — вчителька, громадська діячка, член «Просвіти» та Союзу українок.

## Біографія
Народилася у м. Надвірна 22 жовтня 1908 року. Закінчила вчительську семінарію сестер Василіанок у Станіславові. Через націоналістичні погляди отримала від тодішніх властей відмову в роботі за спеціальністю, тому влаштувалася працювати вихователькою дитсадка. У 1930-х р. була членом товариства «Просвіта» та «Союзу українок» Разом з чоловіком Миколою Гринішаком влаштувала в навколишніх селах свята з нагоди визначних дат: утворення ЗУНР, днів народження Тараса Шевченка та Лесі Українки, виступала перед селянами на різноманітні політичні теми. На громадських засадах працювала у «Рідній школі». Після арешту Миколи Гринішака в 1939р якийсь час переховувалася з дітьми у родичів. Згодом влаштувалася на роботу вчителем. У післявоєнні роки викладала українську мову та літературу в Надвірнянській середній школі № 1. Заочно закінчила філологічний факультет Івано-Франківського педагогічного інституту.
У роки незалежності включилася у відродження Союзу українок та «Просвіти», стала членом Народного Руху України. За активну громадську роботу у 2006 році нагороджена дипломом міжнародного фонду Святої Марії та удостоєна титулу «Українська Мадонна». У 2007 році вийшла друком книга «Поклик духу просвітянського», де зібрані усі її статті, що друкувалися в різноманітних часописах.
Померла 4 пипня 2008 року у Надвірній. Похована на старому кладовищі по вулиці Соборній. Могила земляна, увінчана дерев'яним хрестом. На перехресті — чорна металева таблиця х вигравіруваним написом.